# 東鉄神
東 鉄神（あずま てっしん、2月17日 - ）は、日本の女性漫画家。京都府在住。主に『COMIC快楽天』（ワニマガジン社）などで成人向け漫画を執筆する。

## 人物
好きなものは処女ネタ。

## 作品リスト

### 成人向け
- 『天使のささやき悪魔のkiss』晋遊舎〈晋遊舎コミックス〉、2001年2月発売、ISBN 4-88380-197-7（ISBN 978-4-88380-197-8）
- 『Double Birthday』蒼竜社〈プラザCOMIX〉、2002年11月発売、ISBN 4-88386-168-6（ISBN 978-4-88386-168-2）
- 『彼女も♥ダーリン』蒼竜社〈プラザCOMIX〉、2004年6月発売、ISBN 4-88386-231-3（ISBN 978-4-88386-231-3）
- 『ピンクの穴』富士美出版〈富士美コミックス〉、2005年10月発売、ISBN 4-89421-649-3（ISBN 978-4-89421-649-5）
- 『桃色保健室』富士美出版〈富士美コミックス〉、2006年10月発売、ISBN 4-89421-649-3
- 『制服彼女-ピンクの穴-』蒼竜社〈プラザCOMIX〉、2007年9月発売、ISBN 978-4-88386-334-1
- 『ふたりでできるもん』[4]ワニマガジン社〈ワニマガジンコミックススペシャル〉、2008年7月発売、ISBN 978-4-86269-062-3
- 『微熱スイッチ』[5]ワニマガジン社〈ワニマガジンコミックススペシャル〉、2010年1月30日発売[6]、ISBN 978-4-86269-115-6
- 『僕の可愛いお姉さん』[7]ワニマガジン社〈ワニマガジンコミックススペシャル〉、2013年2月28日発売[8]、ISBN 978-4-86269-237-5
- 『僕の年上のカノジョ』[9]ワニマガジン社〈ワニマガジンコミックススペシャル〉、2016年3月18日発売[10]、ISBN 978-4-86269-419-5
- 『おちて とろけて』[11]ワニマガジン社〈ワニマガジンコミックススペシャル〉、2017年9月20日発売[12]、ISBN 978-4-86269-512-3
- 『童貞弟とビッチ姉』ワニマガジン社〈ワニマガジンコミックススペシャル〉、2019年2月28日発売[13]、ISBN 978-4-86269-622-9
  - 童貞弟と3人のビッチ〜はじめてはお姉ちゃんで〜（『COMIC X-EROS』#64）
  - 僕の姉を紹介します（『COMIC X-EROS』#70）
  - 童貞弟と3人のビッチ〜まほちゃんの巻〜（『COMIC X-EROS』#73）
  - 童貞弟と3人のビッチ〜ナナちゃんの巻〜（『COMIC X-EROS』#74）
  - 日曜は別の顔（『COMIC快楽天』2018年9月号）
  - ドア（『COMIC X-EROS』#60）
  - イチゴのケーキとモンブラン（『COMIC快楽天』2018年5月号）
  - 迎春（『COMIC X-EROS』#62）
  - 思春期（『COMIC X-EROS』#67）
  - 犬（『COMIC快楽天』2017年11月号）

### 一般向け
- 『ほしがりないもうと』双葉社〈アクションコミックス〉、2005年5月28日発売[14]、ISBN 4-575-83092-5（ISBN 978-4-575-83092-7）
- 『もとかの』双葉社〈アクションコミックス〉、全2巻
  1. 2006年6月28日発売[15]、ISBN 4-575-83253-7（ISBN 978-4-575-83253-2）
  2. 2007年4月28日発売[16]、ISBN 978-4-575-83355-3
- 『ピンクDEピンク』秋田書店〈ヤングチャンピオン烈コミックス〉、2007年12月20日発売[17]、ISBN 978-4-253-25531-8
- 『いけませんお嬢様！』双葉社〈アクションコミックス〉、2009年5月28日発売[18]、ISBN 978-4-575-83625-7
- 『ヘンコイ！』秋田書店〈ヤングチャンピオン烈コミックス〉、2009年12月18日発売[19]、ISBN 978-4-253-25503-5
- 『らぶゆ!』秋田書店〈ヤングチャンピオン烈コミックス〉全4巻（『月刊ヤングチャンピオン烈』2010年No.03 - 2012年No.11）
- 『恋れもん』秋田書店〈ヤングチャンピオン烈コミックス〉、全2巻
  1. 2014年8月20日発売[20]、ISBN 978-4-253-25691-9
  2. 2015年3月20日発売[21]、ISBN 978-4-253-25692-6
- 『娘じゃなくて私が好きなの!?』白泉社〈ヤングアニマルコミックス〉既刊8巻（原作：望公太、キャラクターデザイン：ぎうにう、『マンガPark』2020年 - 連載中）
  1. 2021年5月10日発売[22]、ISBN 978-4-592-16546-0
  2. 2021年11月10日発売[23]、ISBN 978-4-592-16547-7
  3. 2022年4月27日発売[24]、ISBN 978-4-592-16548-4
  4. 2022年11月29日発売[25]、ISBN 978-4-592-16549-1
  5. 2023年7月28日発売[26]、ISBN 978-4-592-16550-7
  6. 2024年1月29日発売[27]、ISBN 978-4-592-16563-7
  7. 2024年9月27日発売[28]、ISBN 978-4-592-16564-4
  8. 2025年3月28日発売[29]、ISBN 978-4-592-16565-1